# 虞弘墓

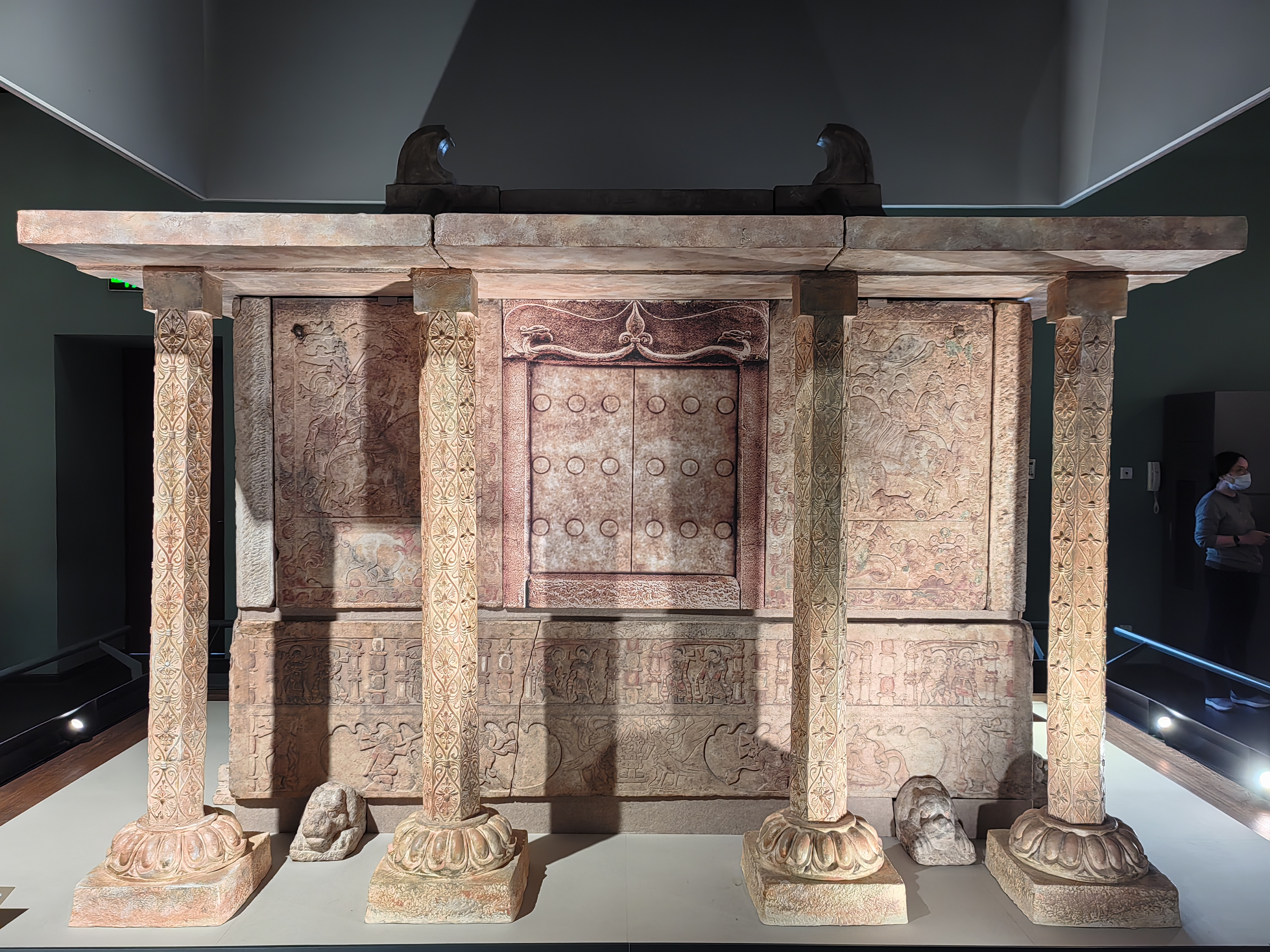
山西博物院藏虞弘墓石槨

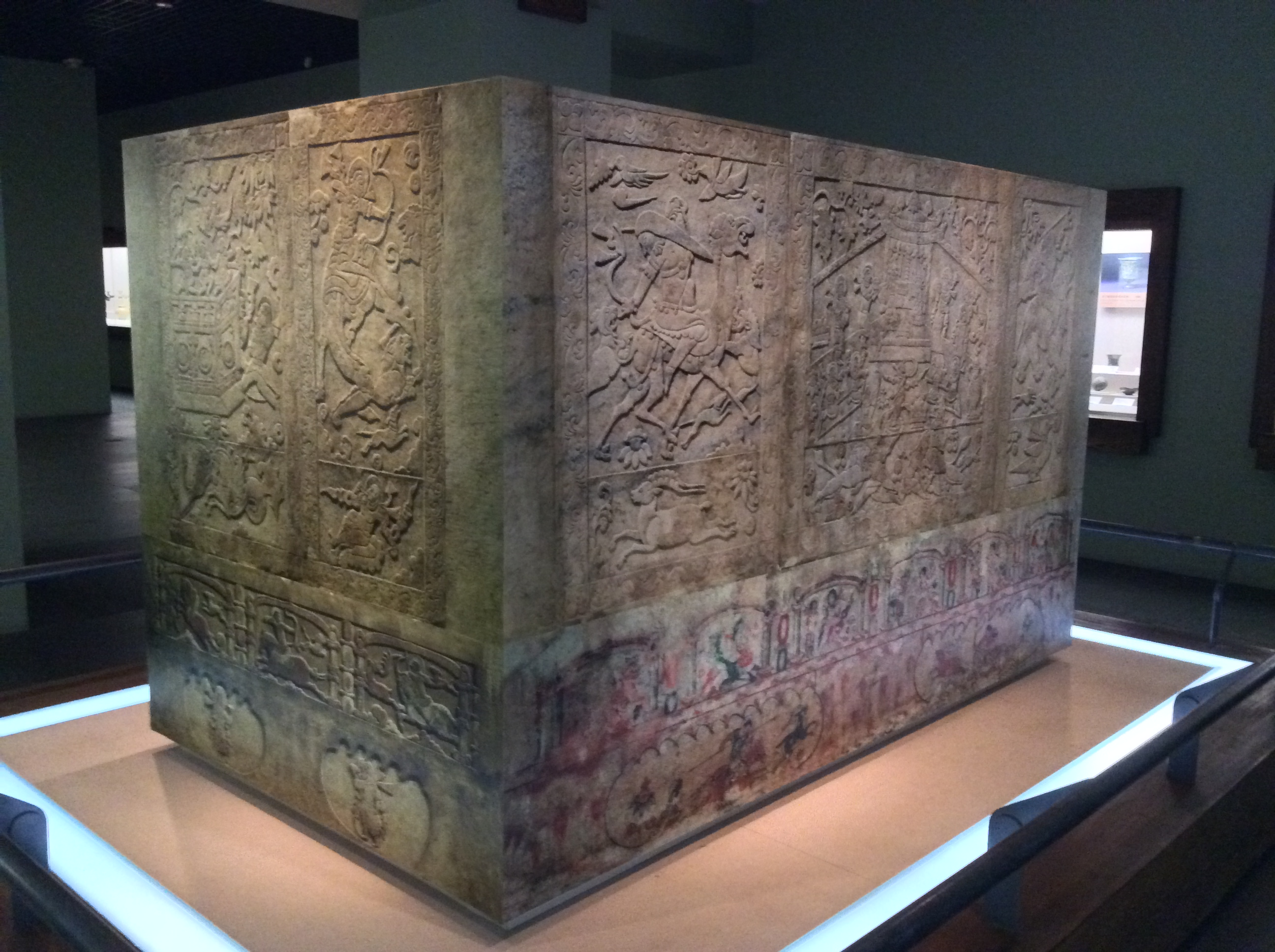
虞弘墓出土的漢白玉浮雕石槨後壁（房屋形石棺，未展示屋頂），上半部份由九塊浮雕石板圍繞而成，底座除了浮雕外，亦有一面分為兩層的彩繪。

虞弘墓是一座位於山西省太原市的隋朝官員虞弘與其妻子的合葬墓，是中原地區至今發現的唯一有準確紀年的西域、中亞文化墓葬。

## 墓主簡介

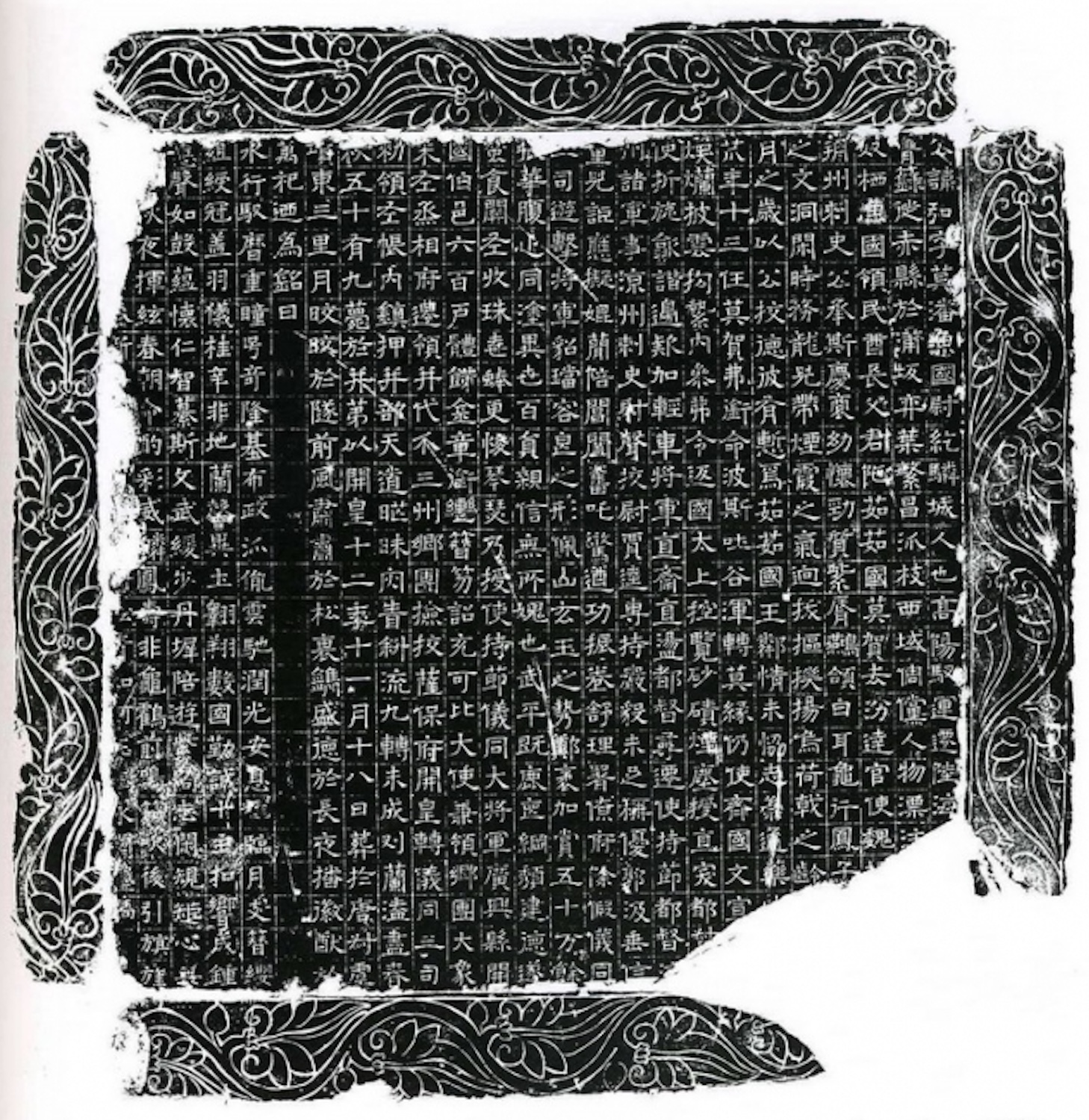
虞弘的墓誌拓片

墓主的墓誌蓋上刻有「大隋故儀同虞公墓誌」九個篆字，墓誌又記載：「公諱弘，字莫潘，魚國尉紇驎城人也。」因此可知他本名叫虞弘，字莫潘，來自魚國的尉紇驎城；石棺上的浮雕，如蓮臺上的聖火，則表明他是一位祆教信徒。稽胡的族名“步落稽”，古音可读buo-lak-kiei，疑为突厥语balaq（鱼）之音译。在突厥语中，其名亦作balïq或baluχ（鱼）。而虞弘恰为鱼国人，恐非偶然。虞弘曾奉柔然可汗之命出使波斯、吐谷渾、月氏等西域國家以及曾經的安息帝國所統治的區域。後出使北齊，以後就留在北齊、北周和隋朝做官。在北周曾任「檢校薩保府」，「薩保」音譯自粟特語「s′rtp′w」，本意是「商隊首領」。因為當時進入中原的粟特人為數衆多，所以政府設立了「薩保」這種官職來管理進入中土的外國人事務，是中原地區唯一一個以外來語命名的官職。
虞弘終年59歲，於隋開皇十二年（公元592年）下葬，臨終前是隋朝的正五品儀同三司。從其石槨上帶濃郁波斯風格的浮雕推測，魚國可能位於中亞，但究竟在何處，至今尙無準確定論。

## 墓葬概述
虞弘墓位於太原市晉源區（中國古代晉陽）的王郭村，1999年出土，為磚砌單室墓，墓頂已毀，現存墓道、甬道、墓門及墓室，全長13.65米。墓室中央偏北處安置一座仿木構漢白玉石槨（房屋形石棺），並有八棱漢白玉石柱、石俑、陶俑、銅錢、白瓷碗、墓誌銘等隨葬品80餘件。這具長2.48米、寬1.38米、通高2.17米的漢白玉石槨由槨頂、槨身、底座三部份數十塊構件組成，頂部為三開間歇山頂建築式樣，四周佈滿浮雕，浮雕畫面施彩並局部描金，內容有宴飲圖、樂舞圖、狩獵圖、家居圖、釀酒圖、行旅圖等。浮雕裡的人物皆是高鼻深目、鬍鬚濃密的高加索人種，其中不少人物頭戴波斯日月冠。其他圖案如銜綬鳥、帶綬馬、胡騰舞、頭部的扇形長帔等擁有濃郁的波斯、中亞風格。此外，曾在羅馬帝國受到崇拜的印度-伊朗神祇密特拉也現身於浮雕中。這些浮雕畫不僅再現了墓主的故鄉風物，也為研究虞弘所信仰的自六朝初期就已經絲綢之路傳入中土的祆教提供了第一手資料。此外，虞弘的石槨有槨無棺，與中原的喪葬習俗完全不同。

## 浮雕石板

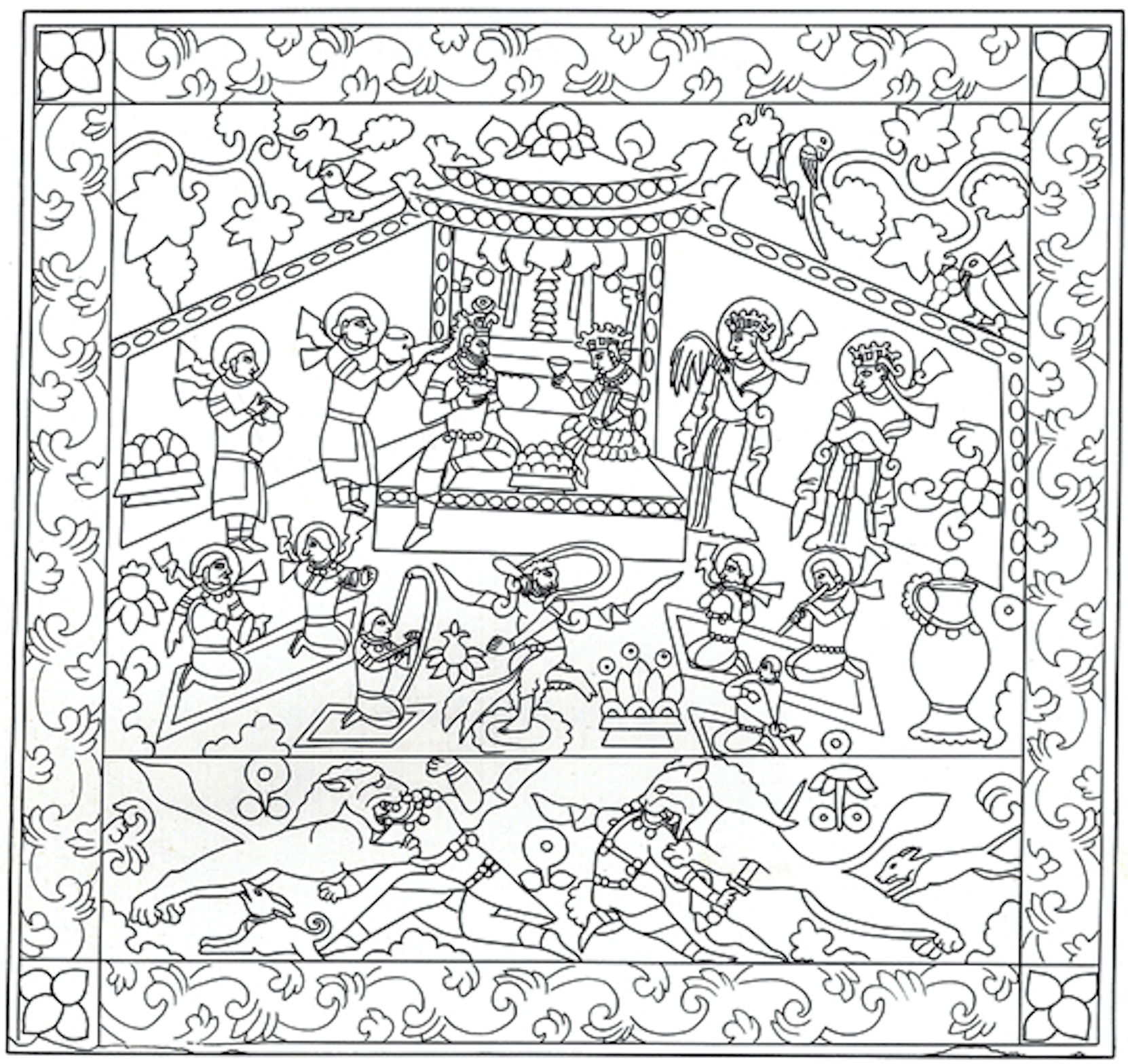
線摹石板浮雕5

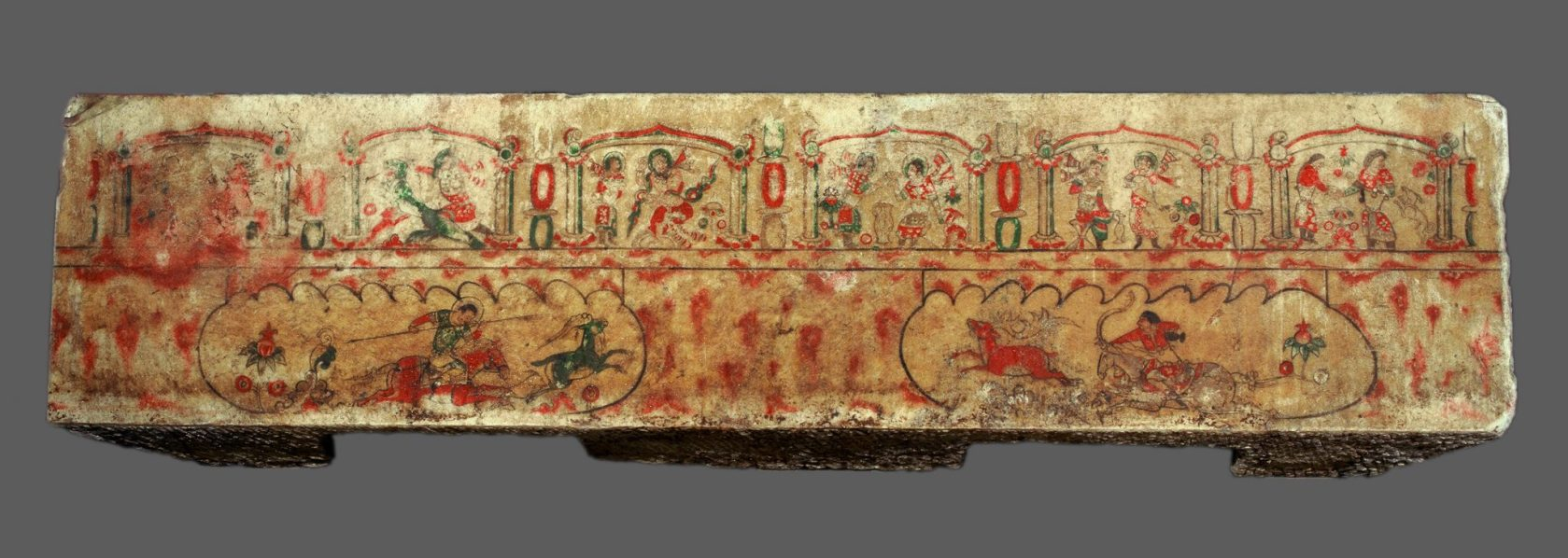
石槨底座的彩繪石板

虞弘石槨四圍內外佈滿大小不等的浮雕及彩繪圖案54個，主體部份的九幅石板浮雕畫可細分為兩組，第一組（前四幅）可能表現墓主的人世生活，第二組（後五幅）應該是描繪墓主死後在天國中的場景。九幅石板浮雕畫分別是：
1. 牽馬及神馬圖
2. 釀酒及猛獅鬪神馬圖
3. 騎駱駝獵獅及持角形器的胡人圖
4. 騎駱駝獵獅及大角羊圖
5. 宴飲及人獅搏鬪圖
6. 騎象搏獅及銜綬鳥圖
7. 行旅飲食及山羊圖
8. 出行休憩及奔鹿圖
9. 騎馬出行及牛獅搏鬪圖，亦名「奉果圖」[5]

不過經中國人民大學國學院副教授畢波考證，她認為第五幅「宴飲圖」（全稱「夫婦宴飲圖」）並非是描繪虞弘夫妻正對坐宴飲，其中的女子應是瑣羅亞斯德教（祆教）的一種天界神靈妲瑞娜，而這幅浮雕畫的主題是表現墓主的靈魂進入天國後的美好情景。

## 畫廊

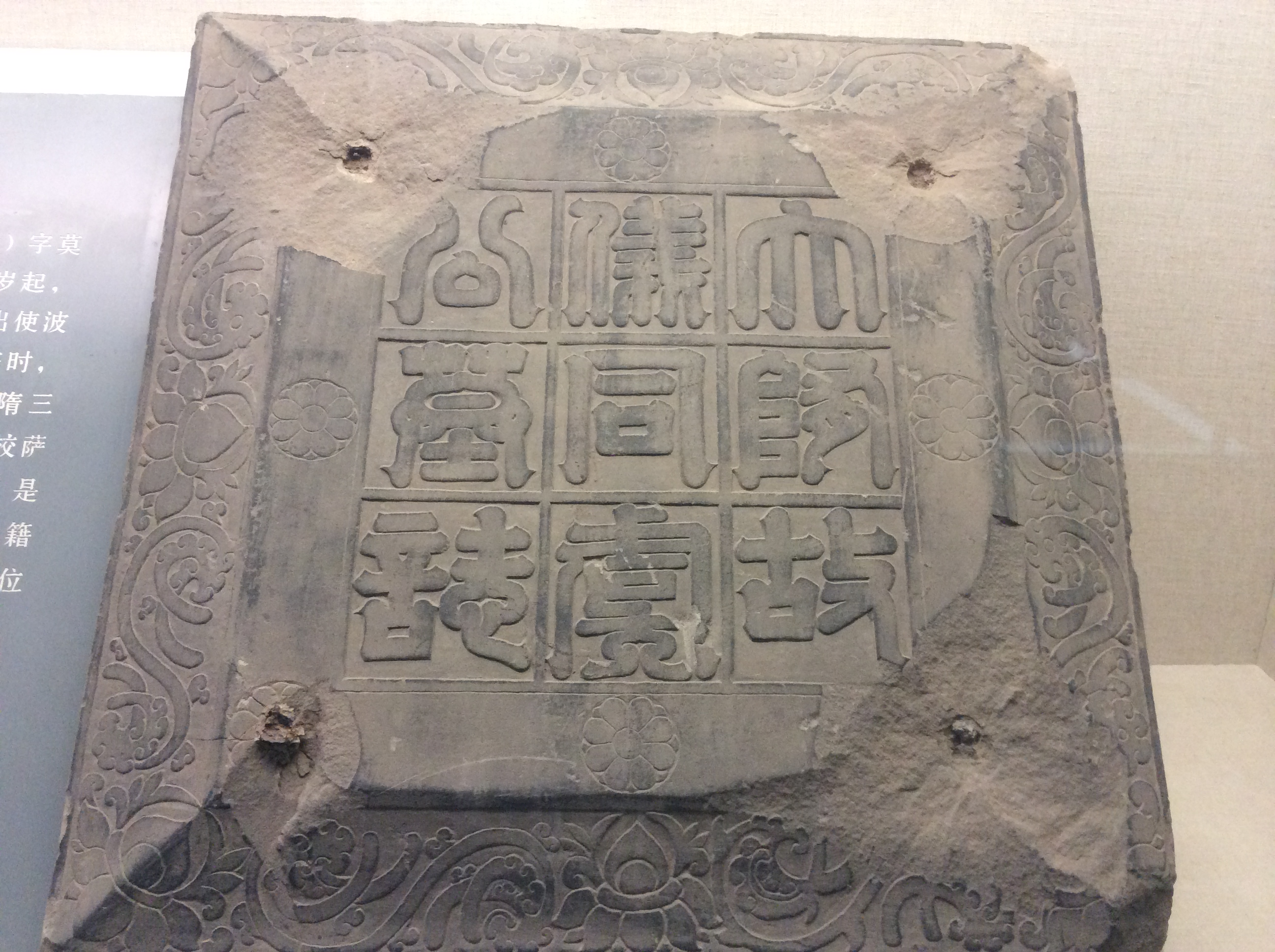
虞弘的墓誌蓋
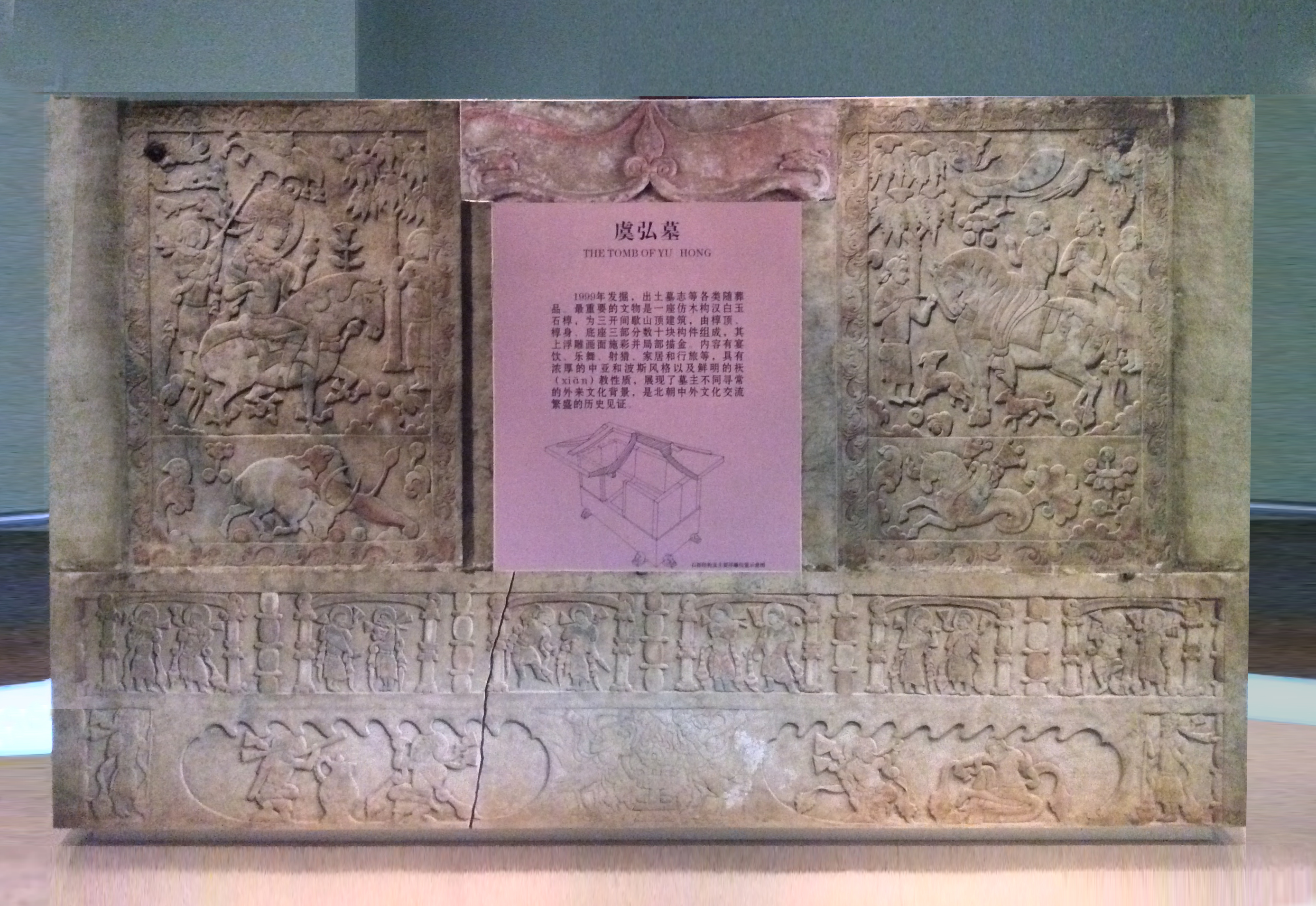
漢白玉浮雕石槨正面，石板浮雕9（左）和1（右）
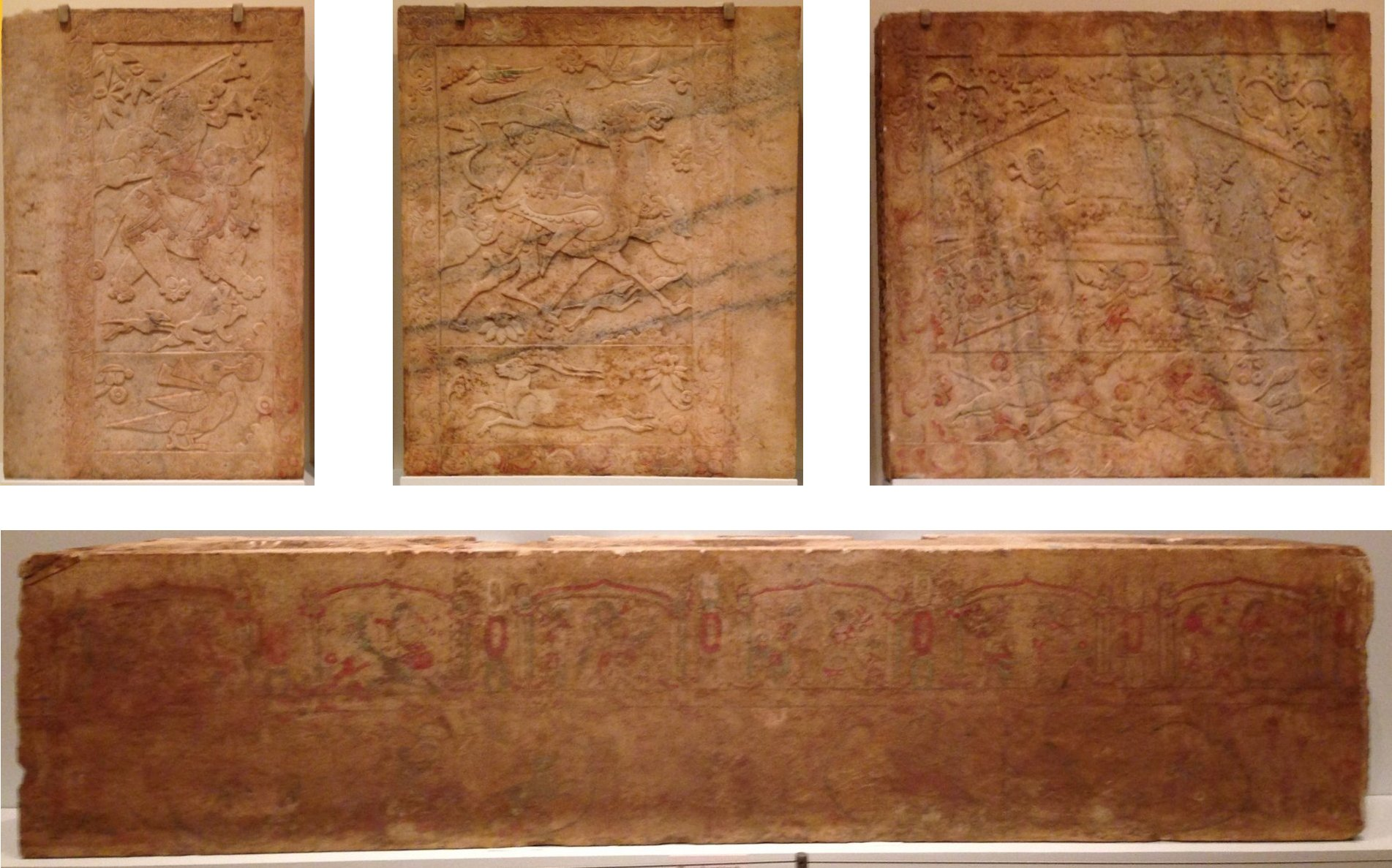
石板浮雕6、4、5及彩繪石板
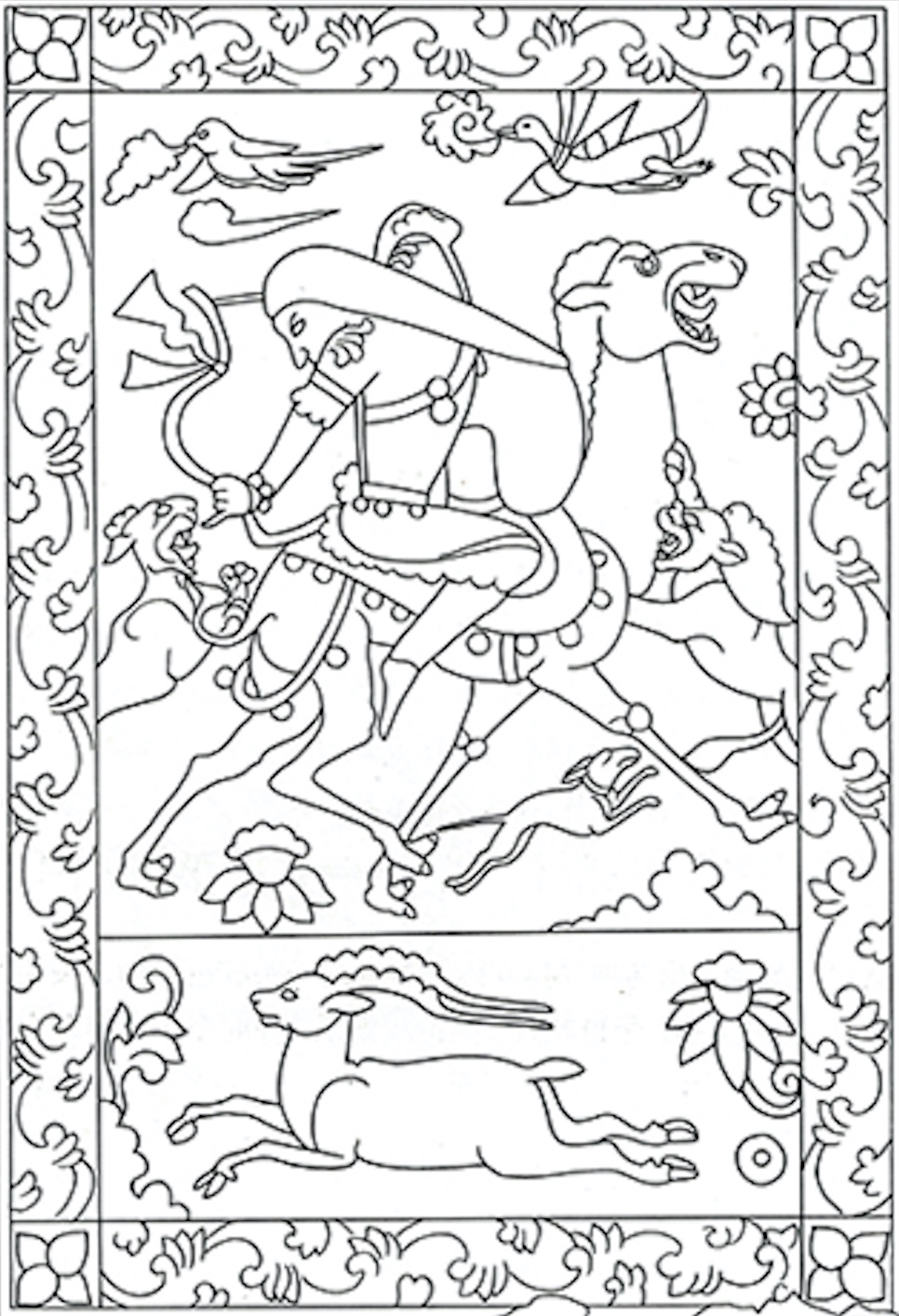
線摹石板浮雕4
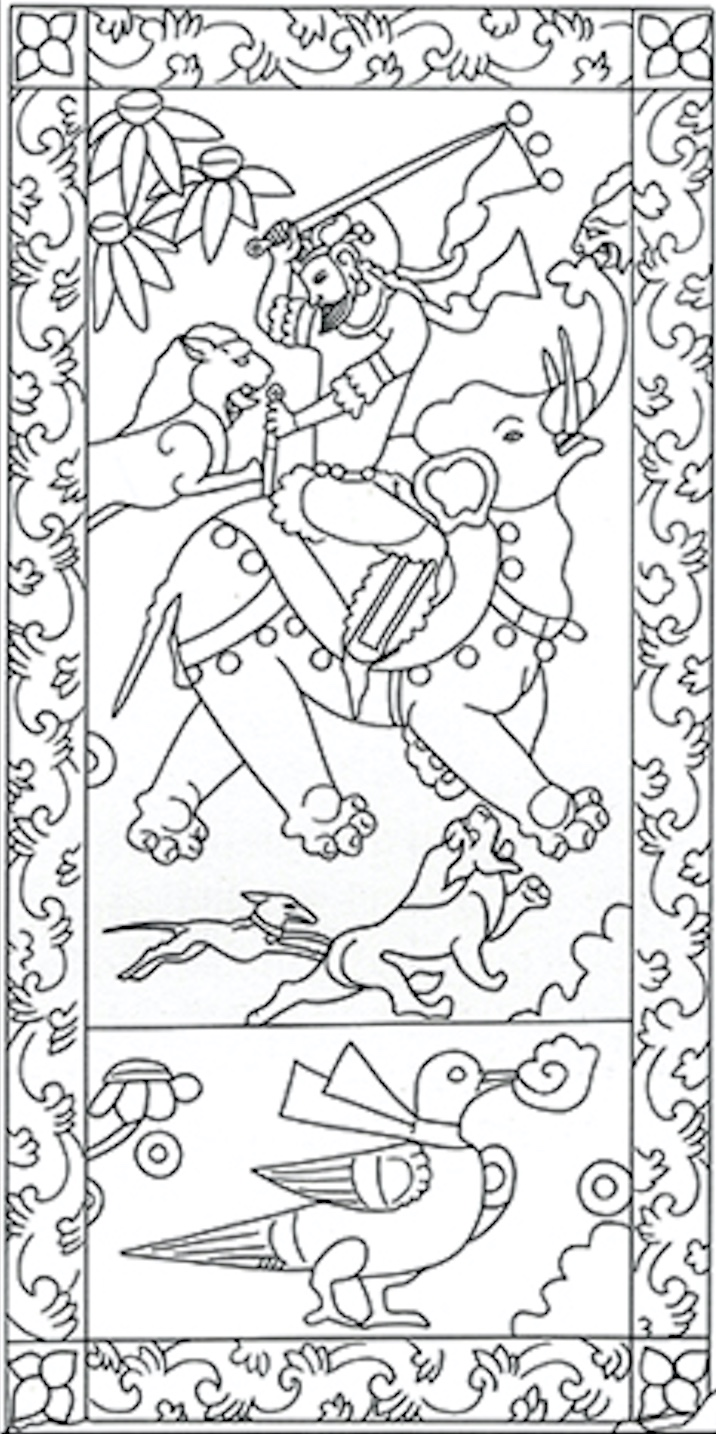
線摹石板浮雕6
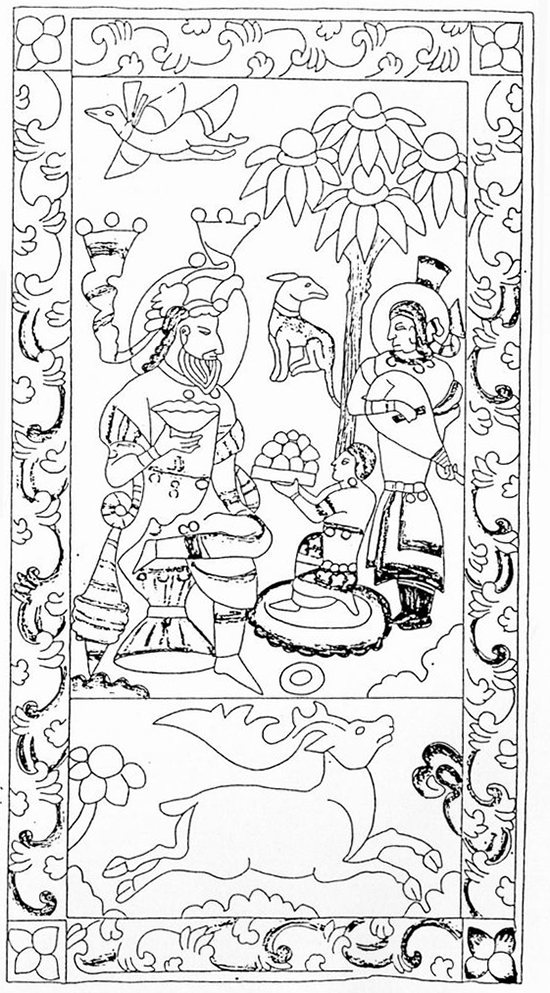
線摹石板浮雕8

石槨底座彩繪石板細節圖

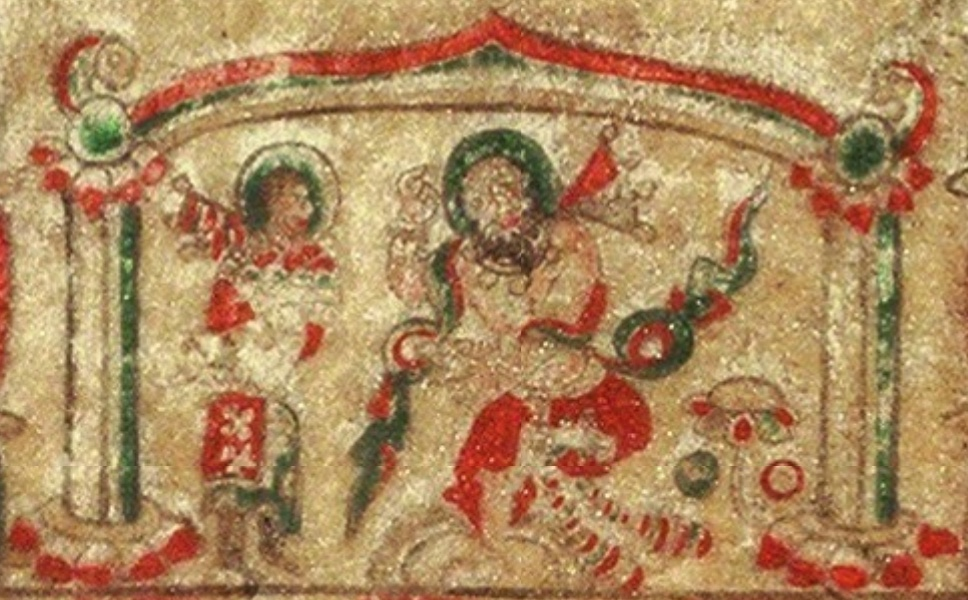
中間為一鬍鬚濃密的男子正在跳胡騰舞（英语：Huteng），左邊為一手捧果盤的男子
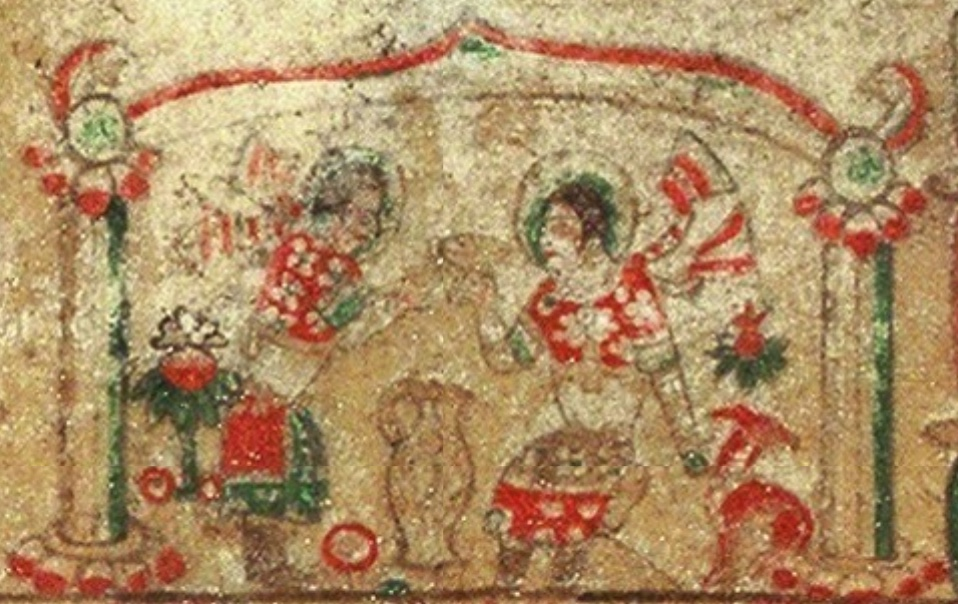
兩名正在敬酒的男子
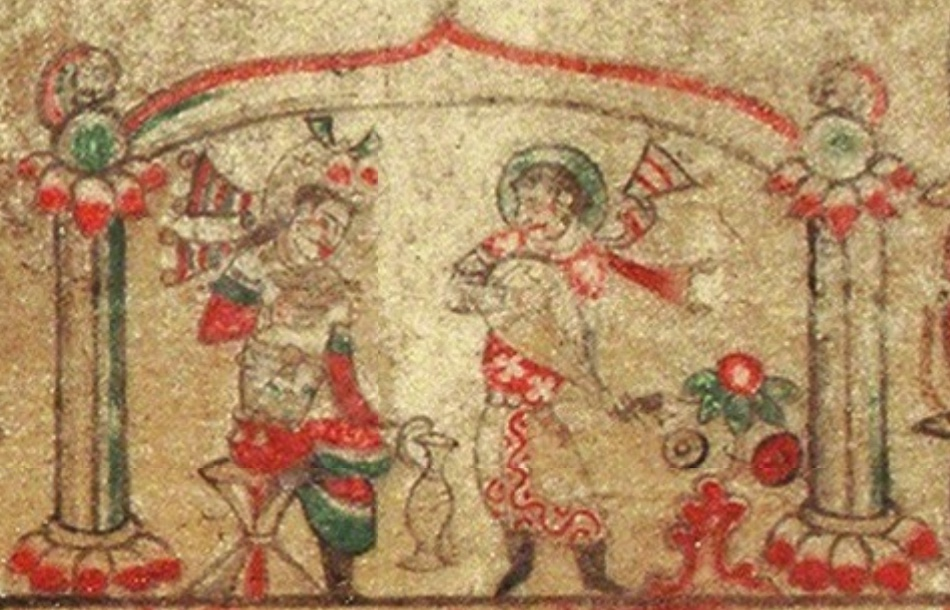
左邊男子右手握住一隻酒杯，左手還拿着一隻粟特酒壺，顯然是剛剛斟滿一杯；右邊的男子正在演奏琵琶。兩人均穿着薩珊王朝風格的服飾，腦後還有飛揚的薩珊帛帶，亦叫扇形長帔
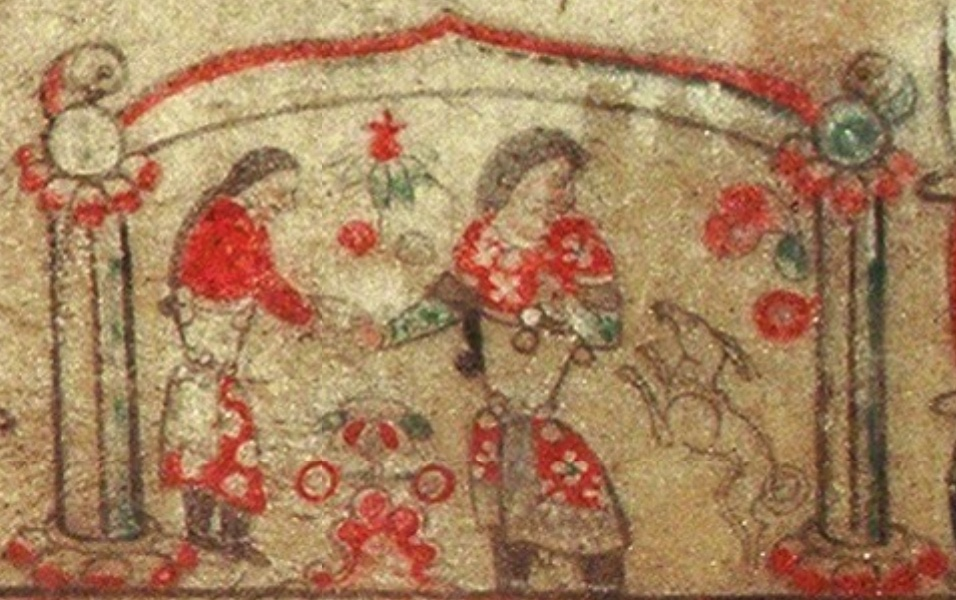
兩名飲酒的男子
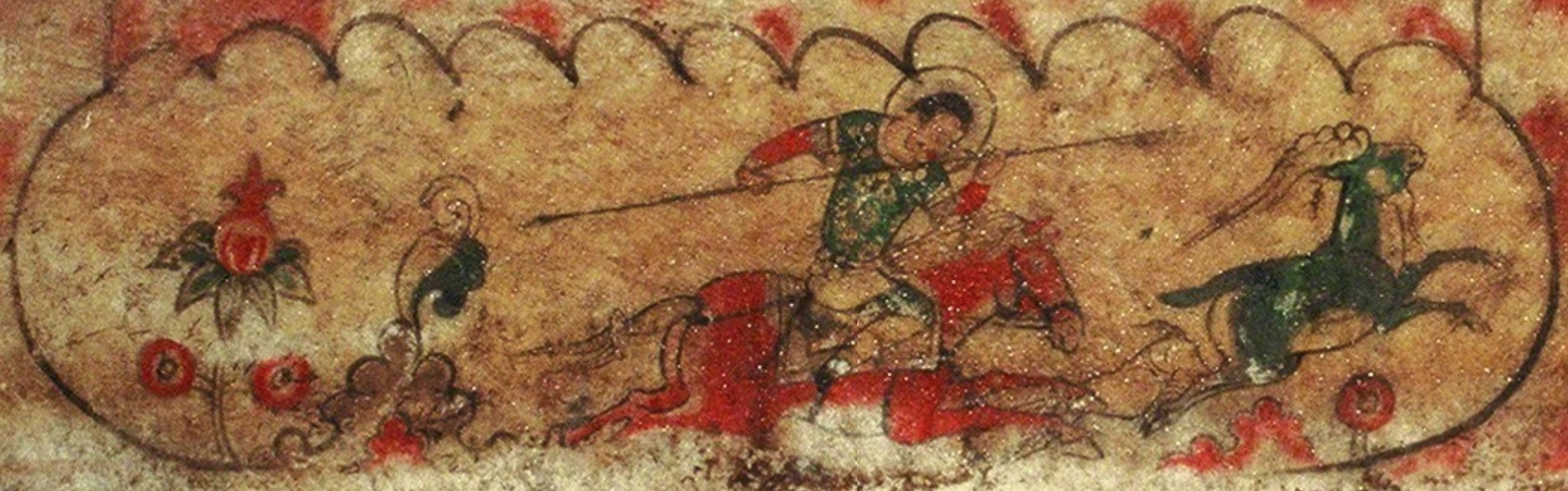
正在獵羊的男子
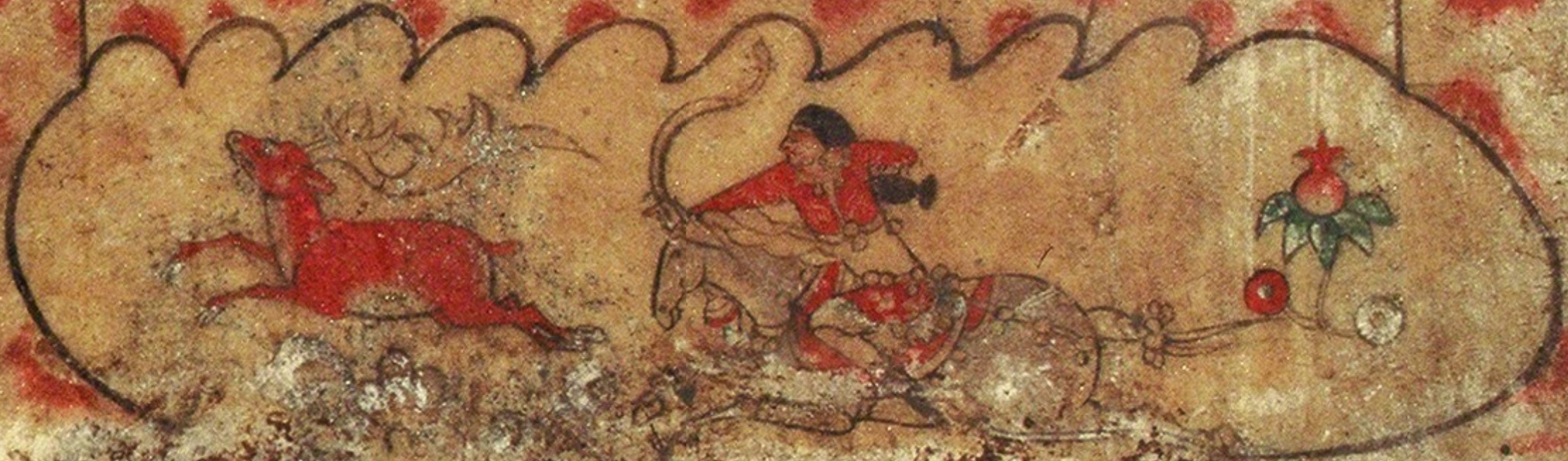
正在獵鹿的男子

## 相關書籍
- 太原市文物考古研究所 (编). . 北京: 文物出版社. 2005年8月18日. ISBN 7-5010-1690-9 （中文（简体））.
- 太原市文物考古研究所 (编). . 北京: 文物出版社. 2005年9月1日. ISBN 9787501016686 （中文（简体））.
- Cao, Yin (编). . Sydney: Art Gallery New South Wales. 2015-06-23. ISBN 9781741741001 （英语）.

## 紀錄片
中國的《探索·發現》節目於2004年製播了一套紀錄片《發現虞弘墓》，是「考古中國」系列的其中一個單元，2005年推出，2006年推出英文版。這套紀錄片分為3集，每集44分鐘，分別是〈發掘〉、〈魚國之謎〉和〈虞弘的生活〉。

## 外部連結
- 山西太原隋虞弘墓：九塊浮雕石板圖解 （页面存档备份，存于）